# Klaus Kuhlen

Oberst Klaus Kuhlen (2006)

Klaus Peter Kuhlen (* 14. April 1952 in Homberg am Niederrhein; † 26. Mai 2025 in Rendsburg) war ein deutscher Generalstabsoffizier (Oberst a. D.) des Heeres der Bundeswehr und Träger der Verdienstmedaille des Verdienstordens der Bundesrepublik Deutschland.

## Militärische Laufbahn

### Ausbildung und erste Verwendungen
Kuhlen trat nach dem Abitur 1971 in den Dienst der Bundeswehr beim Flugabwehrbataillon 11 in Achim/Uesen, einem Truppenteil der Heeresflugabwehrtruppe, ein.
1973 absolvierte er die Offizierausbildung an der Offizierschule des Heeres in Hannover und wurde am 2. Juli 1973 zum Leutnant ernannt. Im Anschluss daran wurde Kuhlen als Zugführer, Erkundungsoffizier und S2-Offizier (Leiter Stabsabteilung S2) im Flugabwehrregiment 1 in Hannover eingesetzt; während dieser Zeit wurde er am 1. Juli 1976 zum Oberleutnant befördert. 1978 wurde er für einige Monate als Jugendoffizier im Wehrbereichskommando II in Hannover, bevor er ebenfalls 1978 Batteriechef im Flugabwehrregiment 7 in Borken wurde. Während dieser Verwendung wurde er am 1. Oktober 1979 Hauptmann.

### Generalstabsausbildung und Dienst als Stabsoffizier
Von 1983 bis 1985 absolvierte Kuhlen den 26. Generalstabslehrgang an der Führungsakademie der Bundeswehr in Hamburg. Während des Lehrgangs entstand die Freundschaft zu Jürgen Bornemann, später Generalleutnant und Director International Military Staff der NATO in Brüssel, sowie zu Wolf-Dieter Langheld, später General und Befehlshaber des Allied Joint Force Command Brunssum.
Nach der Generalstabsausbildung diente Kuhlen von 1985 bis 1987 als G4 Stabsoffizier, anschließend von 1987 bis 1990 als G3 Stabsoffizier bei der Panzerbrigade 28 in Dornstadt. Dabei wurde er am 1. Oktober 1987 zum Major befördert. Im Anschluss daran wurde er als G3 Stabsoffizier in der Abteilung I 1 beim Heeresamt in Köln verwendet, dabei von Oktober 1990 bis April 1991 als G3 Stabsoffizier im Heereskommando Ost in Potsdam im Zuge der deutschen Wiedervereinigung. Die Beförderung zum Oberstleutnant erhielt er zum 1. Oktober 1990.
1992 kehrte Kuhlen an den Ort zurück, an dem er bereits viereinhalb Jahre als Batteriechef gewirkt hatte, wurde Kommandeur Flugabwehrregiment/-bataillon 7 in Borken und führte dies bis 1994. Nach dieser Truppenverwendung folgte bis 1997 eine Dienstzeit als Grundsatzreferent im Bundesministerium der Verteidigung beim Führungsstab des Heeres (FüH) in Bonn. Anschließend wechselte er als Chief G2/G3 zum HQ ARRC nach Mönchengladbach und 2000 als Chief Exercise Section zum RHQ AFNORTH nach Brunssum/Niederlande. 2003 wurde Kuhlen als Leiter der G3-Stabsabteilung nach Koblenz zum Heerestruppenkommando versetzt. Im gleichen Jahr wurde er zum Oberst befördert.
Im Jahr 2006 erfolgte eine erneute Versetzung, diesmal zur Heeresflugabwehrschule nach Rendsburg. Dort wurde er Leiter Lehre/Ausbildung und stellvertretender Kommandeur der Heeresflugabwehrschule. Im November 2007 folgte er seinem Vorgänger, Brigadegeneral Wolfgang Köpke.
Mit dem Wechsel wurde im Zuge der Transformation der Bundeswehr die Heeresflugabwehrschule durch den Kommandeur Heeresschulen und stellvertretenden Amtschef des Heeresamtes, Brigadegeneral Dieter Schuster, selbst Vorgänger von Brigadegeneral Köpke als General der Heeresflugabwehr und Kommandeur der Heeresflugabwehrschule, außer Dienst gestellt. Gleichzeitig wurde das Ausbildungszentrum Heeresflugabwehrtruppe aufgestellt, welches dem Ausbildungszentrum Munster unterstellt ist.

### General der Heeresflugabwehrtruppe
Kuhlen war der letzte General der Heeresflugabwehrtruppe sowie erster und zugleich letzter Kommandeur des Ausbildungszentrum Heeresflugabwehrtruppe. Am 12. März 2012 wurde er im Rahmen der Appells zur Auflösung der Truppengattung vom Inspekteur des Heeres, Generalleutnant Werner Freers, von Amt und Kommando entbunden. Während der Zeit an der Spitze seiner Truppengattung musste er deren schrittweise Abschaffung umsetzen. So musste er das Ausbildungszentrum vom traditionsreichen Standort Rendsburg nach Munster verlegen und beendete somit die über 350-jährige Geschichte der Stadt als Garnison. Im März 2010, kurz vor Abschluss des Umzugs, verfügte der damalige Inspekteur des Heeres, Generalleutnant Hans-Otto Budde, selbst Ehrenkanonier der Heeresflugabwehrtruppe, aus Kostengründen den Flugabwehrkanonenpanzer Gepard mit sofortiger Wirkung aus der Nutzung zu nehmen. Zeitgleich oblag es ihm, eines der wichtigsten Rüstungsvorhaben des Heeres, das System „Nächstbereichschutzsystem MANTIS“ (ehemals NBS C-RAM) zum Feldlagerschutz bei Auslandseinsätzen, welches die eklatante Lücke im Schutz deutscher Soldaten gegenüber der Bedrohung von Raketen-, Artillerie- und Mörserangriffen (RAM) schließen soll, zum Erfolg zu führen.
Nur wenige Wochen nach Abschluss der Verlegung von Rendsburg nach Munster, entschied der damalige Bundesminister der Verteidigung Karl-Theodor zu Guttenberg im Juli 2010, die Heeresflugabwehrtruppe aufzulösen und die Aufgaben teilweise an die Luftwaffe zu übertragen. Am 12. März 2012 wurde die Heeresflugabwehrtruppe durch den Inspekteur des Heeres außer Dienst gestellt, womit Kuhlen vom Amt des Generals der Heeresflugabwehrtruppe und dem Kommando über das Ausbildungszentrum Heeresflugabwehrtruppe entbunden wurde.
Als Kommandeur des Ausbildungszentrums Heeresflugabwehrtruppe wurde ihm mit Abschluss der Verlegung nach Munster im Juni 2010 das Offizieranwärterbataillon Munster (OA-Btl Munster), welches eines von drei Bataillonen zur Grundlagenausbildung sämtlicher Offizieranwärter des Heeres ist, direkt unterstellt. Darüber hinaus war er als General der Heeresflugabwehrtruppe Mitglied des Beirates der Gemeinschaft der Heeresflugabwehrtruppe.
Bis zu seiner Pensionierung war Kuhlen beim Kommando Heer als Leiter Vorkommando verantwortlich für die Vorbereitungen des Umzuges des Kommandos von Koblenz und Bonn nach Strausberg. Er war dabei erneut direkt Wolfgang Köpke unterstellt.
Klaus Kuhlen war von 2006 bis 2011 Vorsitzender der Gemeinschaft evangelischer Soldaten.

## Sonstiges
Klaus Kuhlen war verheiratet und lebte im schleswig-holsteinischen Rendsburg.

## Auszeichnungen
- Verdienstmedaille des Verdienstordens der Bundesrepublik Deutschland
- Gorkha-Dakshina-Bahu 5. Klasse des Königreich Nepal
- Ehrenkreuz der Bundeswehr in Gold
- Einsatzmedaille der Bundeswehr (KFOR)
- Einsatzmedaille KVM
- NATO-Einsatzmedaille
- Silberkreuz mit Krone des Vierdaagsekruis der Niederlande